# Crematogaster abstinens
Crematogaster abstinens  (лат.) — вид муравьёв рода Crematogaster из подсемейства Myrmicinae (Formicidae). Центральная и Южная Америка (Аргентина, Бразилия, Боливия, Венесуэла, Гайана, Колумбия, Коста-Рика, Мексика, Панама, Французская Гвиана).

## Описание
Отличаются блестящим лицом и широким вторым члеником стебелька. Мелкие муравьи (рабочие имеют длину около 4 мм, матки крупнее). Основная окраска тела красно-коричневая. Проподеальные шипики на заднегрудке развиты. Усики 11-члениковые. Голова субквадратная. Стебелёк между грудкой и брюшком состоит из двух члеников: петиолюса и постпетиолюса (последний четко отделен от брюшка), жало развито, куколки голые (без кокона). Характерна возможность откидывать брюшко на спину при распылении отпугивающих веществ. Таксон был впервые описан как подвид в 1899 году швейцарским мирмекологом Огюстом Форелем.
Семьи как правили монодомные и моногинные, включают от 300 до 2900 муравьёв. 

## Классификация
Crematogaster abstinens принадлежит к морфологическому комплексу видов Неотропики, включающему таксоны 
Crematogaster pygmaea, Crematogaster agnita, Crematogaster obscurata, Crematogaster steinheili, Crematogaster victima, C. victima cisplatinalis.
Таксон Crematogaster pygmaea Forel, 1904 (Бразилия), ранее считавшийся синонимом под C. abstinens, в 2009 году был восстановлен в самостоятельном видовом статусе. 

## Галерея

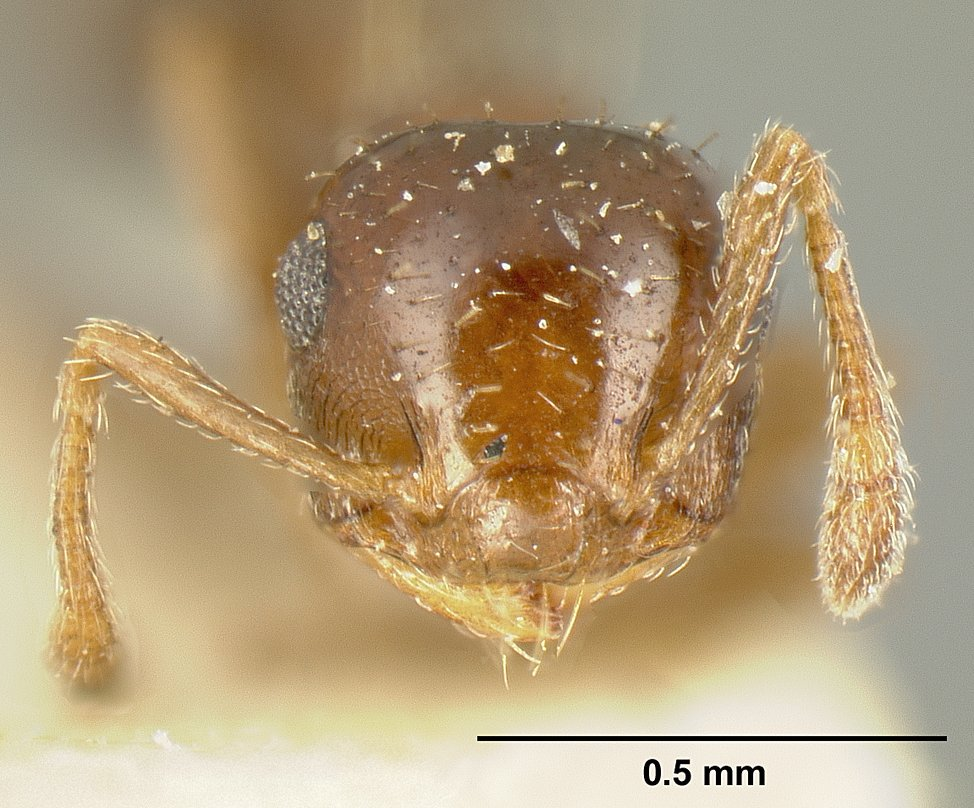
Голова
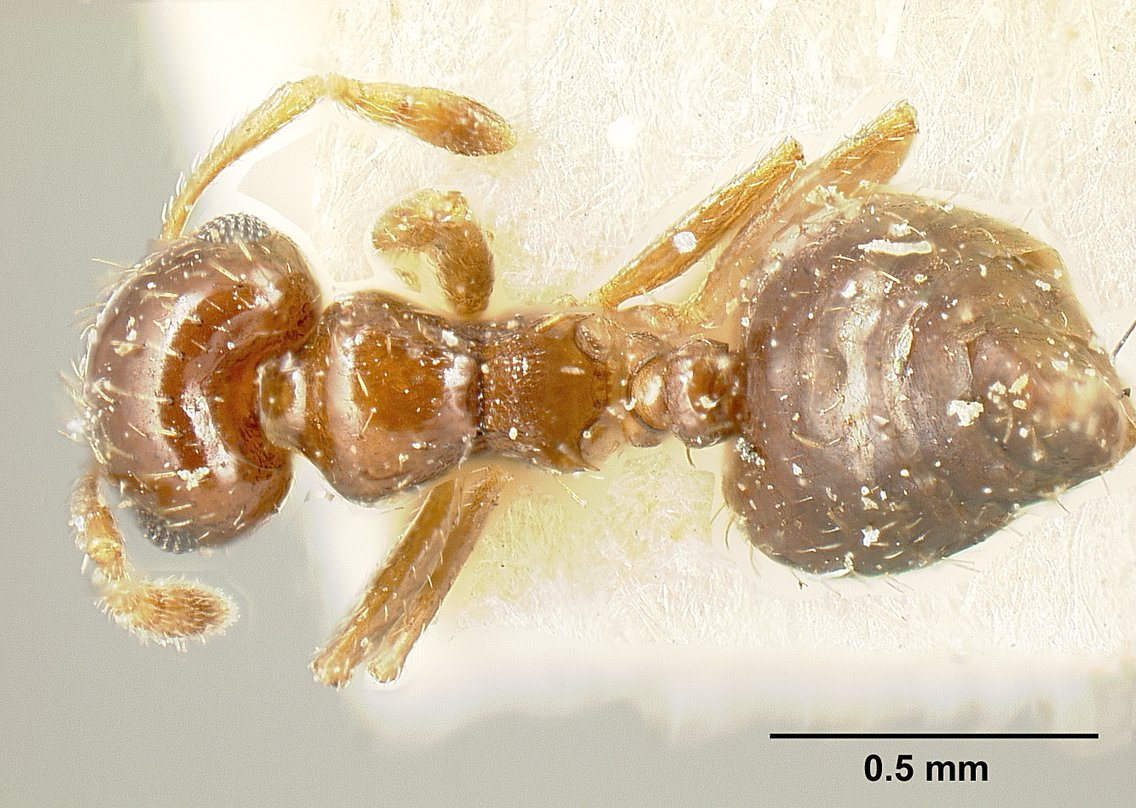
Вид сверху